# Трапезна церква Софійського монастиря
Тра́пезна це́рква Софі́йського монастиря́, також Те́пла Софі́я або Мала́ Софі́я — колишня трапезна церква Софійського монастиря в Києві, пам'ятка архітектури в стилі українського бароко. Зараз використовується як виставкові зали Національного заповідника «Софія Київська». Окрім того, 21 лютого 2016 року в трапезній було освячено церкву на честь князя Ярослава Мудрого та відновлено проведення богослужінь. Зараз богослужіння проводять клірики Православної церкви України.
Збудована в 1722—1730 роках, в ній містилася церква Вознесіння Лазаря. 1822 року за проектом Андрія Меленського перебудована на зимову церкву Різдва Христового, після чого й отримала назву «Тепла Софія». У 1869—1872 роках під керівництвом архітектора Миколи Юргенса церкву значно розширено та перебудовано, однак 1970 року первісні барокові форми частково повернено. З 7 січня 2019 року в Малій Софії буде розміщено для загального огляду томос про автокефалію Православної церкви України.
Трапезна церква в складі комплексу монастирських споруд собору Святої Софії внесена до переліку Світової спадщини ЮНЕСКО під № 527. Пам'ятка культурної спадщини національного значення, має охоронний номер № 1/4.

## Архітектура
В центральній секції трапезна двоповерхова, з півночі та півдня — одноповерхова. Має підвал, тинькована й побілена. У плані має складну асиметричну конфігурацію, з виступним об'ємом колишніх приміщень кухні, до яких включена сходова вежа на південно-західному боці, прямокутним тамбуром входу в підвал на західному фасаді та трьома гранчастими апсидами на східному. Перекриття в колишній трапезній залі та бічних навах пласкі, тоді як у церкві, в приміщеннях кухні та в підвалі зроблені коробові та зімкнені склепіння з розпалубками. Покрита будівля бляшаними трисхилими дахами, над двоповерховою частиною дах має зало́м. Церква та сходова вежа, розташована в південно-західному куті, увінчані двома гранчастими грушоподібними банями, які пофарбовані в зелений колір. Вінцеві частини бань та рипіди, розташованої над західним фронтоном, позолочені.
Ліпний декор характерний для барокових споруд. Вертикальне розчленування споруди позначене стилізованими напівколонками на першому ярусі двоповерхової частини, в інших місцях — пілястрами й лопатками; горизонтальне — лінією цоколя, карнизами над обома поверхами. Вівтарна частина має чотирипелюсткові вікна-квадрифолії, на восьмигранному третьому ярусі сходової вежі є кругле віконце. Отвір західного входу до колишніх приміщень кухні перекрито трилопатевою перемичкою. Восьмигранний барабан церковної бані увінчано карнизом, прикрашеним смужками орнаменту та іоніками.
Віконні прорізи та карнизи на фасадах трапезної багато прикрашені ліпним декором. В оздобленні вікон поєднані елементи класичного орнаменту з українськими декоративними мотивами. Вікна в барабані прикрашено гірляндою зіркоподібних квіток. Вікна на першому поверсі, які знаходяться в прибудованих у XIX столітті навах, оздоблено бароковими лиштвами з навісних напівколонок та горизонтальних (західний фасад) чи трикутних (східний фасад) сандриків. Вікна колишньої кухні, невеликі за розміром, мають віконниці. На другому поверсі вікна прикрашено у верхніх кутах ліпленим орнаментом із зірками, схожими на квітки. Вікна-квадрифолії оздоблені пояском намистин.
Над західним фасадом трапезної збудовано високий бароковий фронтон. Над тамбуром є ще один, нижній фронтон. Великий фронтон двоярусний, оздоблений фільонками, декоративними вазами й волютами, почленований пілястрами, що підтримують проміжний карниз і фриз, прикрашений зіркоподібним орнаментом. Завершується фронтон рипідою на шпилі.

## Історія

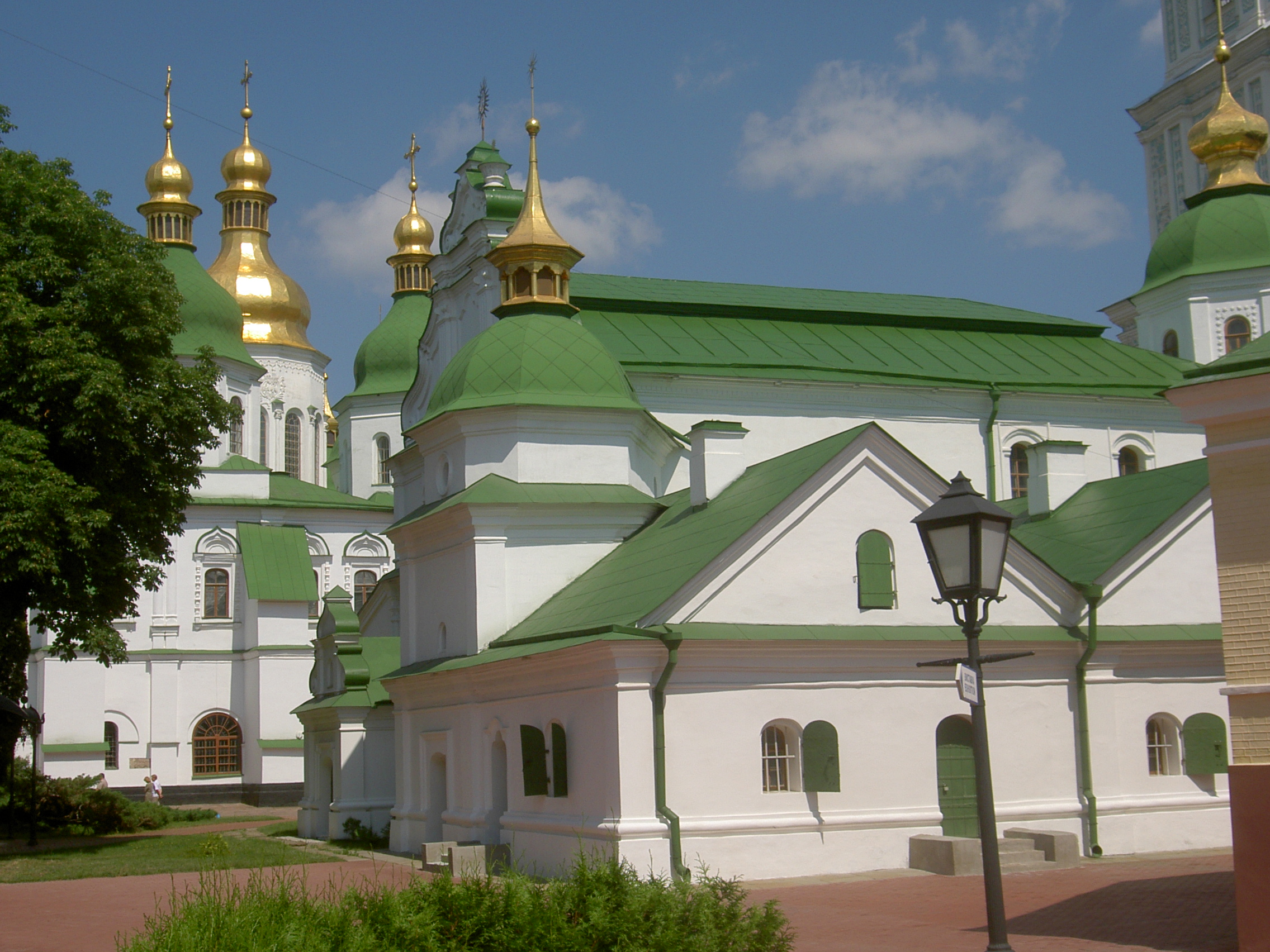
Кухня, сходова башта та західний фасад

### Дерев'яна трапезна
Перша відома трапезна Софійського монастиря вперше згадується 1682 року. Вона була дерев'яною та мала церкву, освячену на честь св. Федора Стратилата. Згідно з описом 1695 року, вона була теплою церквою. На плані Києва полковника Ушакова, що був зроблений того самого року, показано двоповерхову будівлю з мурованим першим поверхом та дерев'яним другим. Дах споруди має бочкоподібну форму, характерну для московської архітектури тих часів. Ця трапезна згоріла під час пожежі на території монастиря в 1697 році. Однак при пожежі вціліли підвали та стіни першого поверху, які були використані при побудові нової будівлі.

### Трапезна Софійського монастиря
У 1722—1730 роках, за часів митрополита Варлаама (Ванатовича), використовуючи залишки старої споруди, було зведено нову двоповерхову кам'яну трапезну. У XVIII столітті в трапезних зазвичай були як обідній зал, так і церква. Тому в трапезній поєдналися кухня, видовжений обідній зал та висока церква на честь Вознесіння Лазаря в її східному кінці. На другому поверсі над обідньою палатою розміщувалися комори для продуктів та необхідних монастирських предметів. Ще одне складське приміщення було влаштоване під трапезною, в глибокому підвалі.
В усіх приміщеннях, окрім трапезного залу, зроблено склепінчасті перекриття. Кухня знаходилася в прибудові у південно-західній частині споруди, там же була й башта з ґвинтовими сходами, що з'єднували поверхи між собою. Вхід зроблено з північного фасаду, де споруджено одноповерховий п'ятигранний тамбур. Звідти можна було потрапити в розташовані на одній осі притвор, обідній зал та церкву. Церква, як і кухня, мала також окремий вхід; в ній було встановлено дерев'яний іконостас. Трапезний зал опалювався облицьованою керамічною плиткою пічкою, церква — грубою.
В середині XVIII століття за митрополита Рафаїла (Заборовського) трапезна зазнала пожежі, після чого близько 1769 року була проведена її реконструкція, у якій брав участь архітектор Іван Григорович-Барський. Під час реконструкції західний фронтон набув барокових форм.
Після закриття Софійського монастиря в 1786 році використовувалась як церква.

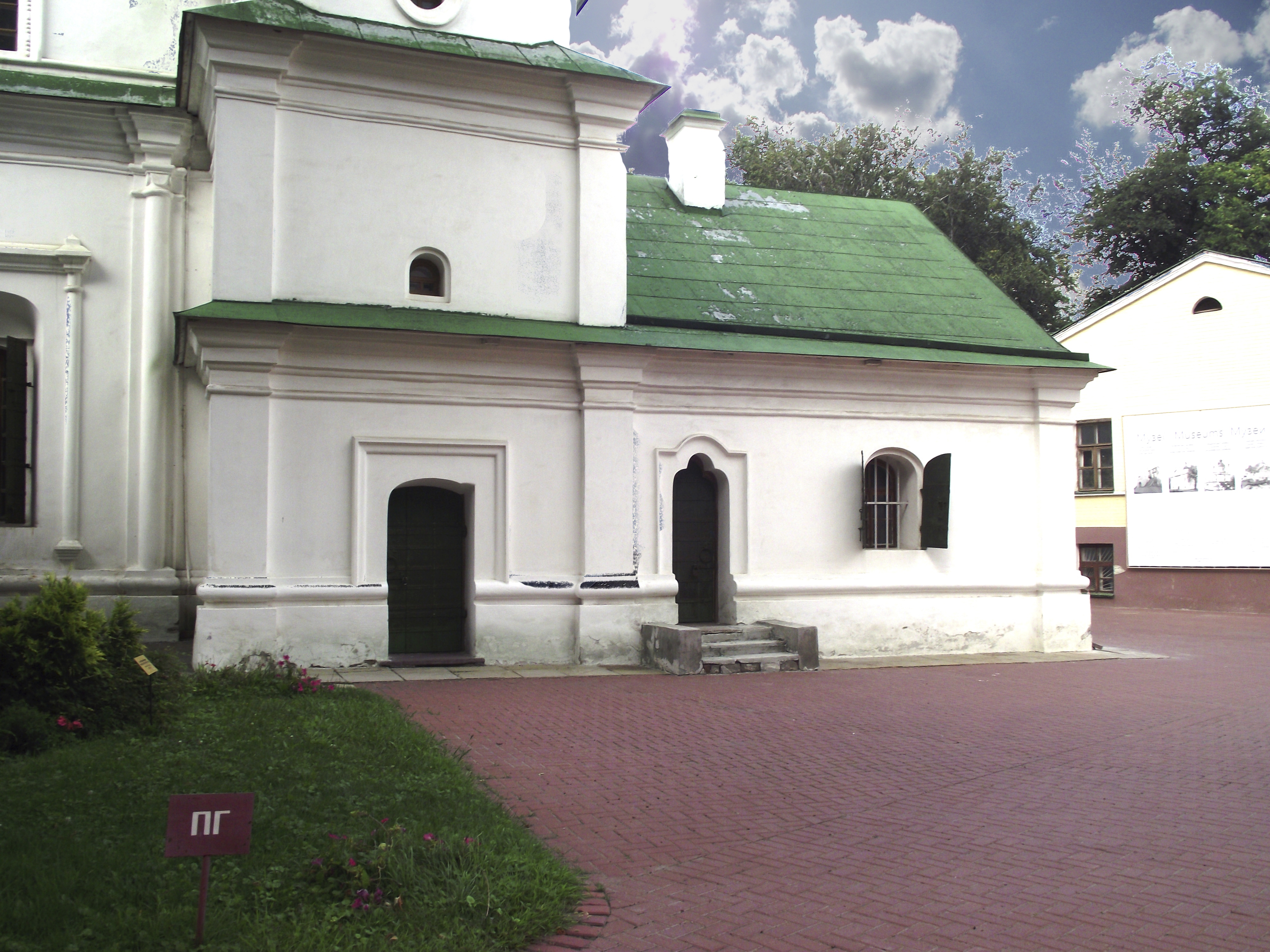
Кухня та перші яруси сходової башти, вигляд із заходу

### «Тепла Софія»
За розпорядженням митрополита Євгенія (Болховитинова) у 1822 році почалися роботи з перебудови колишньої трапезної на зимовий (теплий) храм. Ними керував архітектор Андрій Меленський. Споруду було переплановано: приміщення колишньої церкви перетворено на вівтар, а обідню залу — на наву, із західного боку влаштовано хори, перед вівтарем поставлено іконостас. Церква була освячена на честь Різдва Христового 12 листопада 1822 року. Відтоді вона, на противагу холодному взимку соборові, отримала назву «Теплої» або «Малої Софії».
Найбільшу перебудову церкви було здійснено у 1869—1872 роках. За проектом архітектора Миколи Юргенса її суттєво розширено. Розібрано склепіння над трапезним залом та притвором, й обидва поверхи перероблено в одну високу двосвітну наву. Також зведено дві нові одноповерхових нави з апсидами вздовж північного й південного фасадів. Для їх сполучення з центральним об'ємом у давніх стінах трапезної пробито дві широкі арки. Сходову башту розібрано через непотрібність, так само розібрано старий тамбур з північного боку та частину приміщень кухні. Натомість до західного фасаду прибудовано новий невеликий тамбур з фронтоном, звідки влаштовано вхід. В результаті всіх перебудов утворилася тринавна церква базилікального типу з високою центральною навою.
1882 року іконостас замінено на новий у стилі ампір, що був перенесений з церкви будинку митрополита.
Починаючи з кінця 1919 року й до початку 1920-х років, у храмі служби правились українською мовою. Потім до 1929 року тут була слов'янська парафія Українського екзархату Московського Патріархату, яку очолював останній настоятель Софійського собору як храму РПЦ протоієрей Михайло Златоверховников. 1927 року Всеукраїнська православна церковна рада хотіла отримати колишню трапезну в користування з метою відкрити в ній Духовну академію УАПЦ «Український Богословник», та дістала відмову від радянської влади. Після цього в будівлі розміщувалася філія Центральної наукової бібліотеки АН УРСР.

### У складі заповідника
До 1956 року споруда опалювалася грубами.
1970 року внаслідок проведених науково-дослідних робіт виявлено первісні архітектуру та декор будівлі, уточнено її історію — зокрема, знайдено фундаменти споруди, яка стояла на цьому місці в XVII столітті. На основі отриманих даних під керівництвом архітектора Віктора Отченашко споруді частково повернуті початкові архітектурні форми, однак зі збереженням більшості прибудов, зроблених 1872 року. Розібрано лише західний тамбур та частину південної нави. Відбудовано кухню, сходову вежу та старий тамбур, вхід перенесено на північний фасад.
Після реставрації колишня трапезна пристосована для показу виставок та експозицій.
У січні 2016 року Міністерство культури України надало право користування приміщенням Теплої Софії Українській православній церкві Київського патріархату, що викликало занепокоєння музейників, активістів та Українського національного комітету ІКОМОС, які турбувалися про стан пам'ятки. Проте, 21 лютого 2016 року Патріарх Філарет освятив у трапезній церкву на честь благовірного князя Ярослава Мудрого. З цього часу до відкриття та після закриття експозиції для відвідування тут відбуваються богослужіння.

## Відвідування
Відвідати виставкові зали, розташовані в трапезній церкві, можна за будь-яким типом квитків, які передбачають огляд Софійського собору. Окремий квиток до трапезної коштує 15 ₴ для дорослих та 5 ₴ для студентів та школярів.

##### Контакти
Адреса заповідника: 01001, м. Київ, Володимирська вулиця, 24.